# ハバル・アワル
ハバル・アワル (Habr Awal, Zubeyr Awal, ソマリ語: Habar Awal, アラビア語:  هبر أول) はソマリ人の氏族。イサック氏族の支族。イサック氏族の各支族の人口比率は明らかではないが、人口比率に基づいて配分されたとされるソマリランド長老院の議員数ではハバル・ジェロ、ガーハジスに次ぐ。イサック氏族で最も人口が多いとする文献もある。

## 分布
ソマリランド西部を主な居住・活動地域とし、ガビレイ、ハルゲイサ、ベルベラなどの都市に多く居住する。比較的降雨量が多いガビレイ周辺では、農業を営む者もいる。

## 氏族・支族
ソマリ人の氏族は、父系を基盤とする血縁集団である。ハバル・アワル氏族はイサック氏族の支族である。また、ハバル・アワル氏族内にも複数の支族があり、主な支族はサアド・ムーセとイッサ・ムーセである。（ムーセはムーサと書かれることもある。）

## 歴史

### ハバル・アワル氏族の誕生
12世紀頃、アラビアから渡来したシェイク・イサックが今日のソマリランドのメイトで地元の女性と結婚し、イサック氏族の祖となったとされている。
シェイク・イサックには2人の主要な妻がいたとされ、「マガアドレの女」からはハバル・アワル、ガーハジスなどの支族ができ、「ハブーシェドの女」からはハバル・ジェロなどの支族ができたとされている。これに近い話を1848年に来たイギリス人も地元のソマリ人から聞いている。
ハバル・アワル氏族はムーサ（モーセのソマリ語音写）の息子の代に、現在の主要支族であるサアド・ムーサとイッサ・ムーサに分かれたとされている。これら2系統以外にも支族は存在する。
なお、ソマリの氏族は、契約すれば異なる血統の一族にも加盟できるため、特に古い系統は当てにはならない。

### イギリスの進出
19世紀には、ハバル・アワル氏族の勢力範囲はブルハルとベルベラを中心としていた。
1825年、ベルベラに入港しようとしたイギリス船がハバル・アワル氏族に襲撃され、乗組員数名が殺された。1827年1月、イギリス海軍は報復として艦隊を編成してベルベラを襲撃した。（1827年イギリスのベルベラ攻撃）その結果、イギリスの勝利に終わり、1825年の事件の容疑者とされた者たちは処罰され、同年2月6日、ハバル・アワル氏族とイギリス政府との間で条約が結ばれた。この条約は、イギリス政府とソマリ人の間で初めてのものであった。
これまでベルベラの交易はハバル・アワル氏族のアヤル・ユーニス支族とアヤル・アフマド支族が共同で管理していた。1839年にイエメンのアデンがイギリスの支配下になると、ベルベラとの交易が盛んになった。その頃にアヤル・ユーニス支族はアヤル・アフマド支族を東に追放した。アヤル・アフマドはハバル・ユーニス氏族の力を借りて今度はアヤル・ユーニスをベルベラから西に追放した。1846年になると他の氏族の脅威が高まり、アヤル・ユーニスとアヤル・アフマドは和解した。

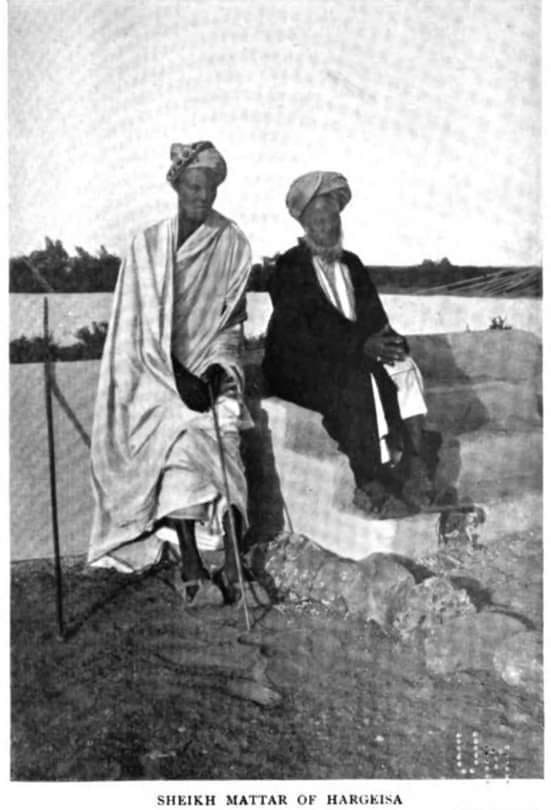
1912年、ガーハジスの族長デリア・ハッサンと並ぶシェーク・マダル（左）

1855年、イギリスの探検家リチャード・フランシス・バートン率いる探検隊がベルベラに滞在していた際、ソマリ人による襲撃を受けた。この事件に関し、バートンはハバル・アワル氏族に責任を認めさせ、イギリスとの間で、1万5千ドルの賠償金を支払うことおよびベルベラへの駐在官（Resident）設置を認める通商条約を締結させた。バートンの観察によれば、当時ベルベラ港の権利を巡ってハバル・アワル氏族内での対立が起きており、ハバル・ユーニス氏族も港の権利を主張していた。
この頃から、後のイギリス領ソマリランド西部に当たる地域に住む非イサック系のガダブルシ氏族と、ハバル・アワル氏族の一部（特にジブリル・アボコル）は、ジジガ周辺から伝わった牛を利用して土地を耕しソルガムを栽培する技術を取り入れた。これを販売することで現金収入を得ることが可能となったが、遊牧も引き続き行われた。
19世紀半ば、宗教学者のシェーク・マダルは教団の拠点を内陸部のハルゲイサに移した。これがハルゲイサの町の始まりとされる。

### イギリス領ソマリランドの成立

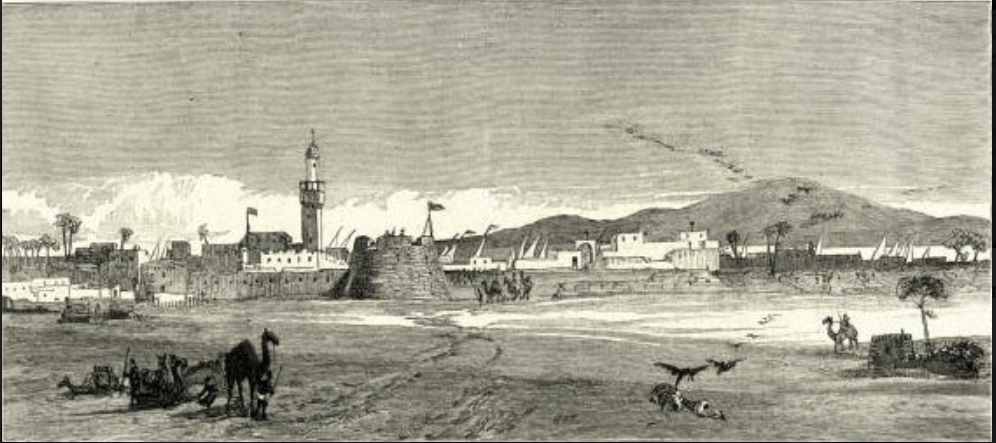
1884年、ベルベラ遠征中のイギリス海軍を描写したイラスト

1884年7月、ハバル・アワル氏族はイギリス政府と、イギリス以外の勢力に領土を譲渡することを禁じる条約を結んだ。さらにイギリス船が全てのハバル・アワル氏族の全港で自由に貿易を行うことが認められた。また、ハバル・アワル領内でイギリス臣民の保護、ベルベラなどへのイギリス代理人の任命も定められた。関税は、輸入品に対して最大5%、輸出品に対して最大1%と定められた。また、イギリス政府に雇用される者にはその関税が免除された。この条約締結を進めたのが、フレデリック・マーサー・ハンター少佐であり、彼は当時イギリス政府の代表としてハバル・アワルの長老のほぼ全員にあたる29名から同意を得た。その後の他の氏族との条約も、このハバル・アワル氏族との条約を踏襲して作成された。なお、この条約については、ソマリ人がエジプト支配から逃れる手段として積極的に臨んだという説や、単なる氏族間の盟約程度にとらえていたとの説もある。この条約締結が、事実上のイギリス領ソマリランドの始まりとされた。イギリスの現地行政府はベルベラに置かれた。

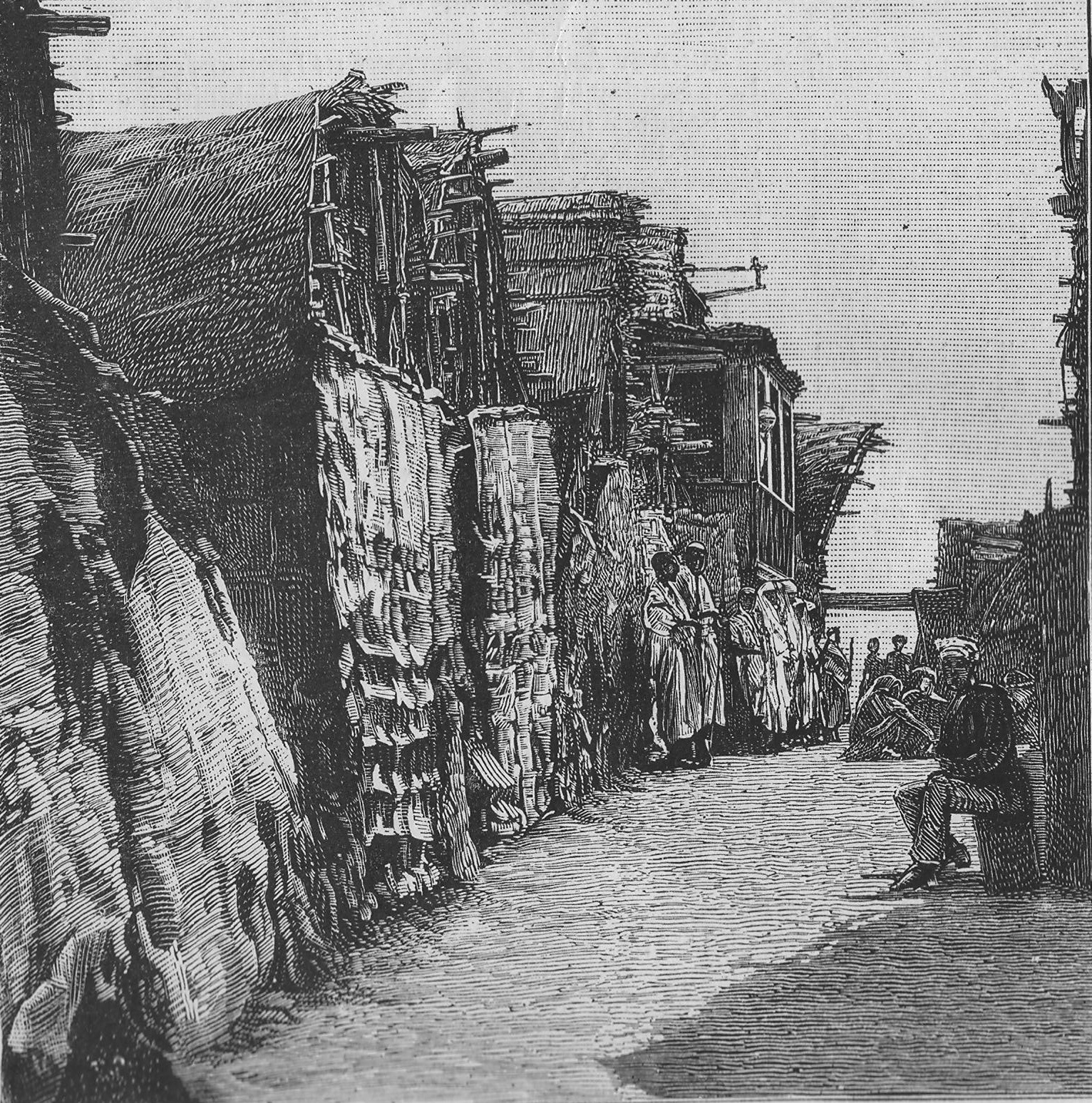
1884年のベルベラの街並み

1886年、イギリスはハバル・アワル居住地域の測量を行い、市民訴訟制度の導入、ベルベラにおける学校の開設など近代化を行った。同じ1886年にはハバル・アワルを始めとするソマリア北岸の多くの氏族と保護協定を締結した。さらにはハバル・アワル領をイギリス女王の名のもとに保護すること、イギリスの許可なく外国勢力と書簡をやり取りしたり条約を締結したりすることの禁止が決められた。
ただし、すべての氏族がイギリス政府に協力的だったわけではない。1885年にはハバル・アワルのジブリル・アボコル支族が反乱を起こし、討伐された。1886年3月にはそのジブリル・アボコル支族がフランス領ソマリランドへの帰属を表明したが、イギリス政府は1884年7月の条約を根拠にこれを認めなかった。1888年には、かつてベルベラから追放されていたアヤル・アフマド支族がベルベラへの戦闘を仕掛けたが失敗し、最終的にイギリスに服従した。さらに1889年にはブルハルがイッサ氏族による侵攻を受けたことを口実に、イギリスはゼイラにあったイッサ氏族の本拠地を占領した。

### エチオピア、イギリスとの関係

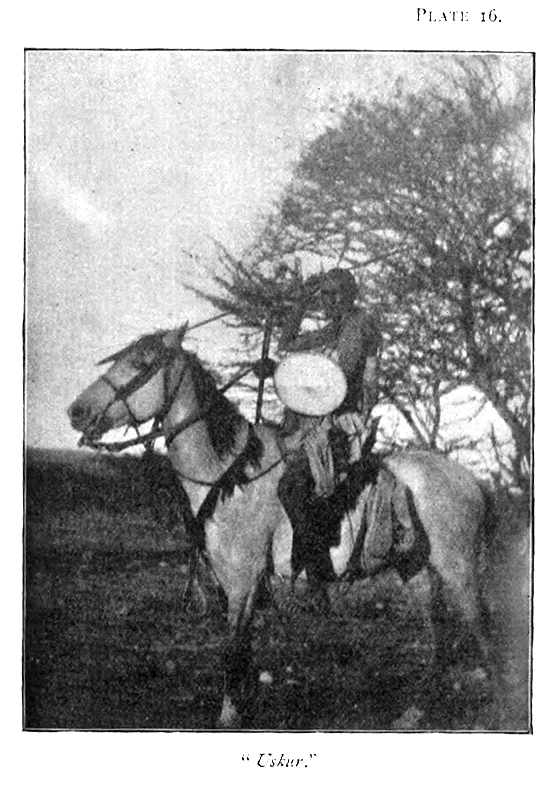
1895年当時のハバル・アワル氏族の族長

一方、1889年にエチオピアはイタリアとのエリトリア戦争の結果として、条約を締結した。しかし、この条約はイタリア語版とエチオピアの公用語であるアムハラ語版との間で大きな差があり、イタリア語版によればエチオピアをイタリアの事実上の保護国と解釈できる条項が含まれていた。イタリアはこの解釈を根拠として、イギリス政府に対し、イギリス領とエチオピア領の境界を決める交渉を提起した。イギリスはこの交渉を引き伸ばしたが、ついに1894年5月に両国の勢力範囲を定める議定書が締結された。この議定書により、オガデンまではエチオピアの勢力圏、ハウドまではイギリスの勢力圏とされた。ただしこの時点ではイギリスはハウドを実効支配していなかった。1896年にはアドワの戦いにおいてエチオピアはイタリア軍を破り、その後しばらくの間、エチオピアの独立が確定した。
1897年、イギリスとエチオピアは国境画定に関する条約を締結した。この条約により、ソマリランド沿岸部と並行する山脈の南部に位置するハウドと呼ばれる平原が、エチオピア領とされた。当時、ハバル・アワル支族を含むイサック氏族の多くは、雨季になると放牧のためにこのハウド地域へ移動していた。新しい国境線は、ソマリ人の居住地域を横切る形で引かれ、ソマリ人は自由に行き来できること、その管轄権はその時点での滞在場所によること、ただし武装集団の移動は禁ずること、とされた。これらの取り決めはソマリ人との協議なく一方的に決定され、一部のソマリ人に以後の管轄がエチオピアとなることが口頭で伝えられただけだった。これにより、ハバル・アワル氏族の一部支族はエチオピアの管轄下に置かれることになった。ただし、当時のイギリス領事の報告によれば、この決定に対してソマリ人は特に強い反発を示さず、関心も薄かったとされている
これにより、主にエチオピアの庇護を受けていたソマリ人のオガデン氏族と、イギリスの保護を受けていたイサック氏族（ハバル・アワル氏族を含む）との対立が明確になった。

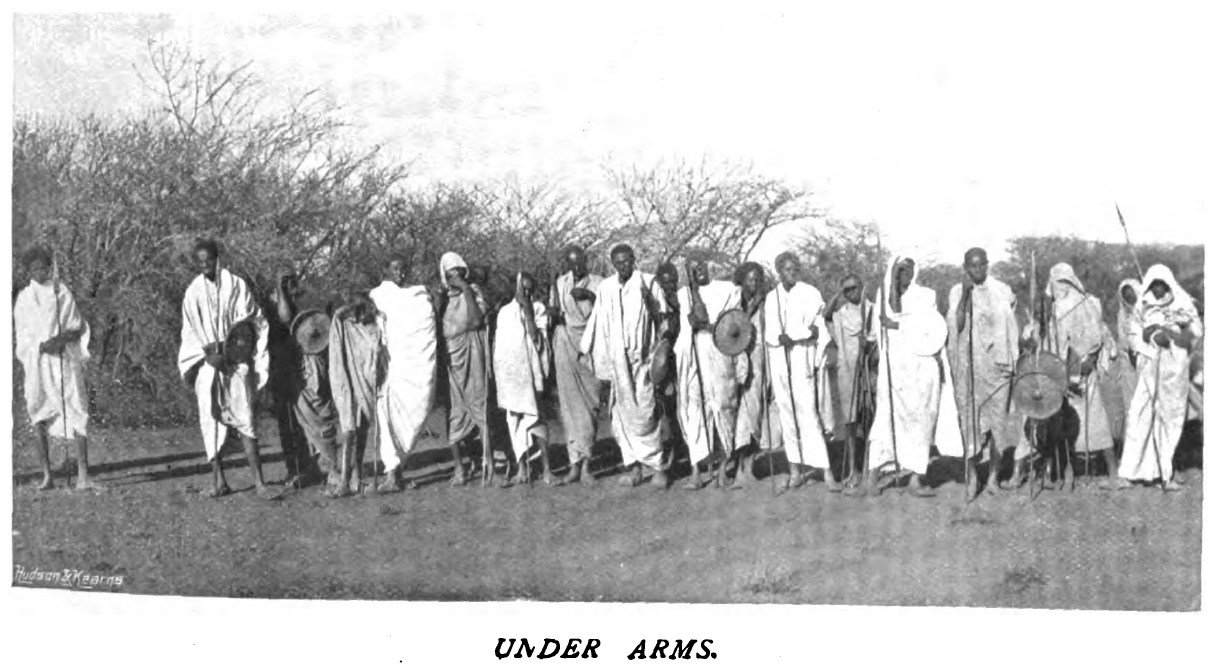
1899年、武装するハバル・アワル氏族

1899年頃、ダロッド氏族出身のサイイド・ムハンマド・アブドゥラー・ハッサンが率いる教団が、イギリス領ソマリランドの領域内でイギリス政府と対立した。この直後の様子について、当時のイギリス領ソマリランド総領事は書簡で「サイイド・ムハンマドはデュルバハンテ氏族の代表を自任しているが、イサック氏族の2大勢力であるハバル・アワル氏族とガーハジス氏族が支持する宗教指導者たちは、サイイド・ムハンマドを宗教指導者とは認めない旨の説教を始めている」と報告している。一方、ハバル・アワル氏族の居住地域の南部および東部に隣接するハバル・ユーニス氏族の約半数は、サイイド・ムハンマドに加勢を表明していた。ハバル・ユーニスの影響下にあったハバル・アワルの一部支族は、明確な立場を示さず曖昧な態度を保っていた。なお、サイイド・ムハンマドの反乱は、第一次世界大戦が終わるとイギリス空軍による爆撃などが行われ、鎮圧された。
1924年、イギリス政府は農業および獣医に関する事務所を設置した。この事務所は蝗害（バッタ被害）などの困難に直面しながらも、1930年代初頭には次第に成果を上げ、ソマリランド西部で一定の農耕地が定着した。それでも、遊牧は依然として主要な産業形態であり続けた。
1947年、旱魃が遠因で氏族同士の対立が各地で発生した。11月に首都ハルゲイサでハバル・アワルとガーハジスとの一時的な戦闘が発生した。翌1948年にはハバル・アワルとオガデン氏族との戦闘が発生している。

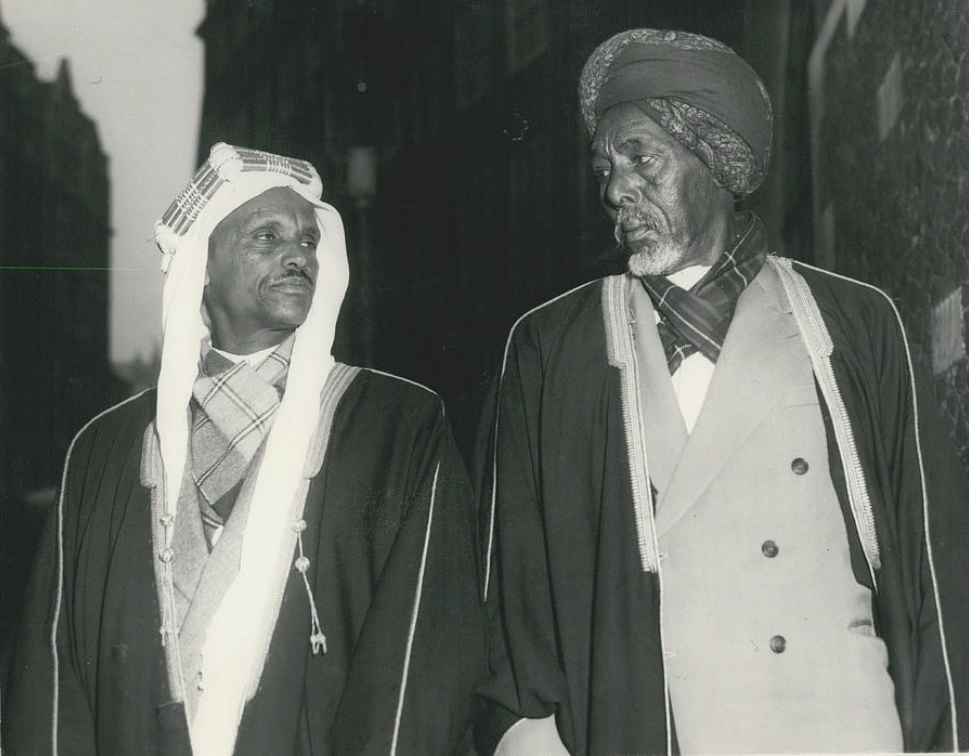
1955年、ロンドンを訪問したハバル・アワルの族長アブディラフマン・ディリエ（左）とガーハジスの族長

1954年11月、イギリス政府はエチオピアと協定を結び、エチオピア国境付近のハウドを正式にエチオピアに譲渡することとなった。この譲渡の根拠は1897年に結ばれたイギリス・エチオピア条約であるとされた。これが1955年1月にソマリランドに伝えられると、イギリス領ソマリランドの各地でソマリ人による抗議運動が行われた。1955年2月にはガーハジス氏族長のアブディラヒ・ディリエとハバル・アワル氏族長のアブディラフマン・ディリエがロンドンを訪れ、イギリス殖民地相のアラン・レノックス＝ボイドと公式な協議を行った。アブディラフマンらはイギリス殖民地相に対して、そもそも1897年のイギリス・エチオピア条約|は、1885年に締結された「ソマリ人が居住または支配する領域のいかなる部分も、イギリス政府以外に譲渡・売却・抵当権の設定・あるいはその他の形で占有を認めない」とするイギリス・ソマリ条約に違反すると主張した。しかしレノックス＝ボイドは「1897年当時のエチオピアとの関係を考えると、イギリス・エチオピア条約が結ばれなかったらイギリス領はさらにエチオピアに侵略されていた可能性が高かった」として、この主張を退けた。ソマリ人代表は国連やエチオピアなどとも交渉をしたが、主張は認められなかった。
エチオピアへの領土の割譲が、ソマリ人独自の国を作ろうという民族運動のきっかけとなった。その世論が高まったため、1956年イギリス政府は、将来的にイタリア信託統治領ソマリアとの統合の要望が出た場合には反対しない、という声明を発表した。

### ソマリア独立と旧イギリス領ソマリランド

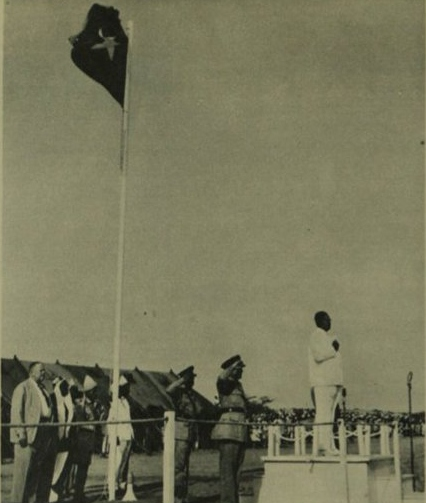
ソマリランド国の独立に際してソマリ旗に敬礼する初代首相イブラヒム・エガル

1959年12月、国連総会でイタリア信託統治領ソマリアの独立の時期が発表されたため、イギリス領ソマリランドでも南部との統合を速やかに実施したいという世論が高まった。イギリス領ソマリランド評議会は1960年4月、「我々の独立とソマリアの統一の日は1960年7月1日とする」という決議を採択した。イギリス政府もソマリランドとの良好な関係を維持するため、これに賛成した。ただし全てのソマリランド人が統合を望んだわけではなく、連邦制のような緩やかな連合を望む意見もあった。イギリス領ソマリランドとイタリア信託統治領ソマリアの代表の会合が、イタリア信託統治領ソマリアの首都モガディシュで行われ、連邦制ではなく統一国家、つまり内閣も議会も統合することがきめられた。イギリス政府は5月、BBCの放送をベルベラから続けることを条件に、ソマリア統合案を了承した。ただし、12月に行われるはずの独立が7月に早まったことによって、法制度などの準備の時間が十分取れなかった。
1960年6月26日、イギリス領ソマリランドがソマリランド国として独立した。ソマリランド国の首相はハバル・アワル氏族出身のイブラヒム・エガルだった。この翌週にイタリア信託統治領ソマリアと合併してソマリア共和国が誕生した。しかし新生ソマリアの政策は南部にある首都モガディシュで政策が決められ、旧イギリス領ソマリランド地域の意思は重視されなかった。1969年に軍事クーデターが発生し、ダロッド氏族出身の首謀者が大統領に就任すると、エチオピアのオガデン氏族居住地域の割譲を目指したオガデン戦争が発生した。独裁大統領がオガデン氏族に軍事援助した結果、オガデン氏族はその武器をエチオピア政府だけではなく、昔から対立していたイサック氏族との抗争にも利用した。そのためイサック氏族は独裁大統領と激しく対立するようになり、ソマリア各地で独裁大統領への反乱が発生すると、イサック氏族は旧イギリス領ソマリランドの各氏族を説得して、混乱するソマリアの中でいち早くソマリランドの独立を宣言した。

### ソマリランド独立後

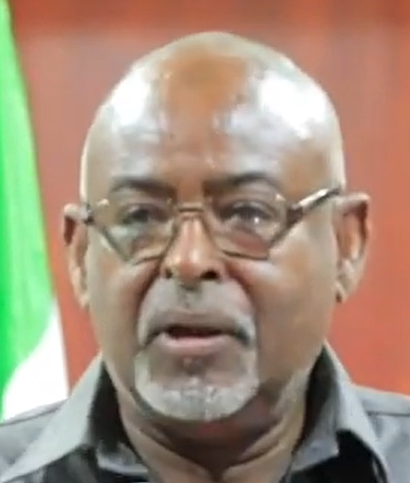
ソマリランド独立直後に政府と対立したデガウェイン

1991年にソマリランドは独立宣言したが、間もなくガーハジス系のソマリランド大統領アブドゥラフマン・アフメド・アリ・トゥールが、ハバル・アワル支族出身のイブラヒム・デガウェインとが対立し、ソマリランドは内戦状態となった。トゥール大統領は事態を収拾できず、氏族の長老会議に事態を委ね、長老会議はハバル・アワル支族出身で元ソマリア初代首相のイブラヒム・エガルを2代目大統領に選出した。
一方で、1988年から始まったソマリア内戦以降、ハバル・アワル氏族の主要な実業家はジブチに拠点を移していた。エガルの大統領就任で、内戦状態に一応の終止符が打たれ、これら実業家がソマリランドに戻り、資金投資も行われるようになった。一説によれば、この資金がソマリランドに安定をもたらすこととなった。エガル大統領はこの資金を活用して、ソマリランド各地の軍閥を武装解除してソマリランド軍や警察に再編した。これら実業家の政治への影響はその後も続き、2009年、2015年、2016年に発生した氏族対立の解消に一定の役割を果たした。 ただし2016年に書かれた論文では、この際にエガル大統領がハバル・アワル氏族の実業家に与えた特権が長くソマリランド経済に影響しているとも指摘されている。
1994年、ソマリランドはイギリスで刷った新ソマリランド紙幣を公式紙幣とし、旧ソマリア紙幣の使用を禁止した。旧ソマリア紙幣はソマリランド政府の債権の見返りとしてハバル・アワルの実業家に渡され、これら実業家はその「旧紙幣」をソマリア国内で使うことで莫大な利益を上げたとされる。

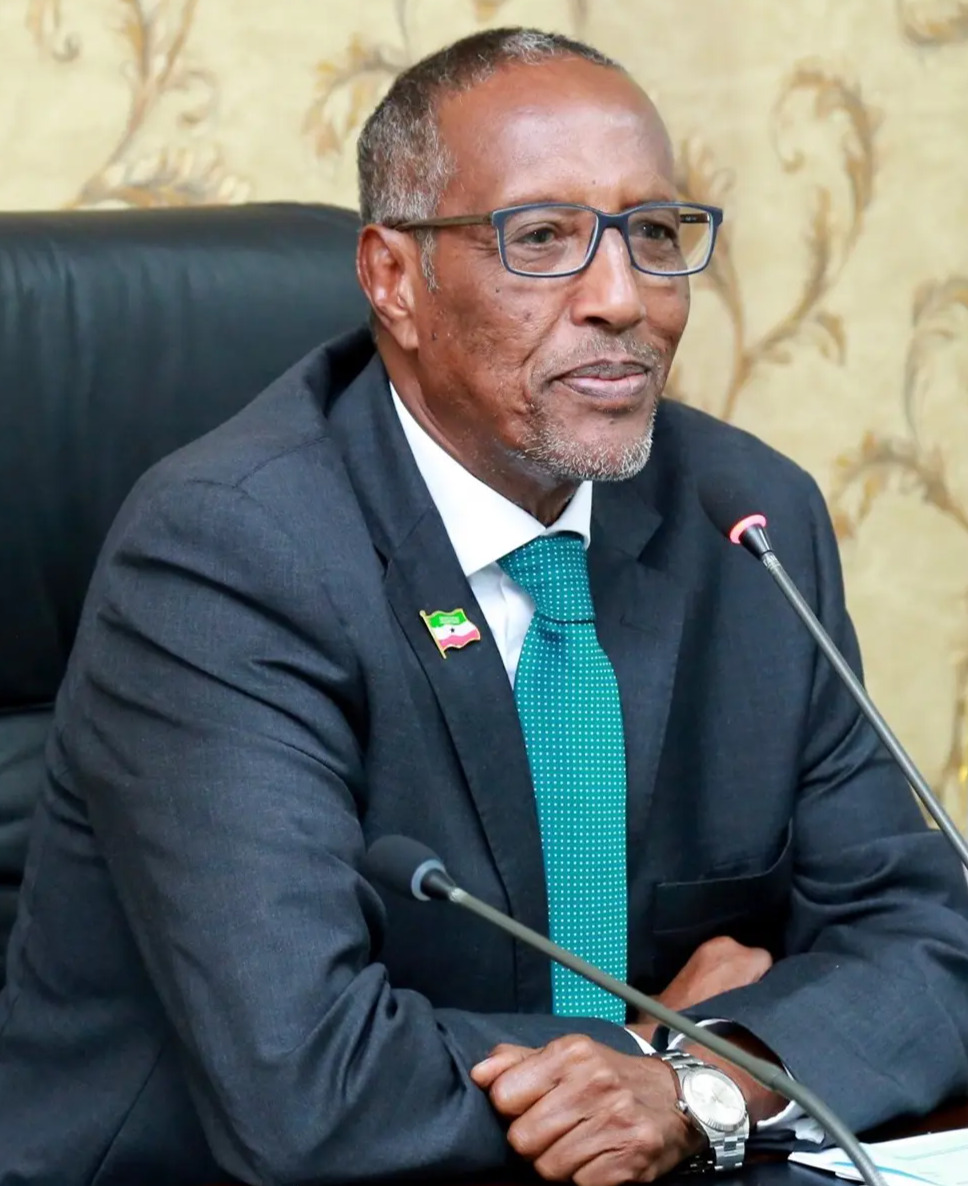
2017年に大統領となったムセ・ビヒ・アブディ

エガル大統領が1997年に在任中に死去すると、非イサック系の氏族ガダブルシ出身で副大統領だったダヒル・リヤレ・カヒンが暫定大統領となりその後の選挙で当選してそのまま大統領となった。2010年の選挙ではハバル・ジェロ出身のアフメッド・シランヨが大統領となった。つまり、ソマリランド独立から見ると、大統領職はハバル・ユーニス（ガーハジス系）、ハバル・アワル、ガダブルシ、ハバル・ジェロと氏族間で回されるような形となっていた。ハバル・アワルは今度は自分たちの番であると主張した。2017年大統領選挙の結果、シランヨの後継はシランヨ自身が推薦するハバル・アワル氏族出身のムセ・ビヒ・アブディが当選した。
2024年11月、選挙によって政権交代が起こり、氏族としては再びハバル・ユーニス系の人物が選ばれたが、ムセ・ビヒ・アブディは政権移譲に協力的だったと報道されている。

## 関連人物
- シェイク・イサック（英語版） ハバル・アワル氏族の上位氏族であるイサック氏族の祖。12世紀頃の人物。
- シェーク・マダル（英語版） 19世紀半ばに現在のソマリランドの首都ハルゲイサを建設したとされる宗教指導者。ハバル・アワル氏族。
- アブディラフマン・ディリエ（英語版） 20世紀初めのハバル・アワル氏族の族長。エチオピアとの国境付近にあるソマリ人居住地区をイギリス領ソマリランドの一部とするよう主張したが、失敗。
- イブラヒム・エガル 1960年に独立したソマリアの初代首相を務め、1990年代初めに2代目ソマリランド大統領となった。ハバル・アワル氏族出身。
- イブラヒム・ユスフ・マダル（英語版） 19世紀の宗教指導者シェーク・マダルの孫。ソマリランド長老院の初代議長。ハバル・アワル氏族の支族サアド・ムーサ（英語版）出身。
- ハッサン・ユニス・ハバネ（英語版） ソマリランドを独立に導いた軍閥、ソマリ国民運動の軍司令官の一人。独立後はソマリランド軍司令官などを務める。
- イブラヒム・デガウェイン（英語版） ソマリランド独立戦争での功績があり、1991年のソマリランド独立直後に政府と対立した軍閥の長。ハバル・アワル氏族出身。
- ムセ・ビヒ・アブディ 新生ソマリランドの5代目大統領。ハバル・アワル氏族出身。